# Улыбнись, дурак!
«Улыбнись, дурак!» — второй студийный альбом российского видеоблогера и рэп-исполнителя Алишера Моргенштерна, выпущенный 1 января 2019 года.

## Предыстория
Прошлый альбом Алишера Моргенштерна «До того как стал известен» стал предпосылкой к выпуску альбома «Улыбнись, дурак!». По словам Алишера, первые треки к этому альбому были записаны в середине 2018 года, но тогда он был недостаточно известен и было принято решение сделать череду перформансов, чтобы альбом охватил более широкую аудиторию.

## История
Альбом был анонсирован 24 декабря 2018 года в видеоролике Моргенштерна на его личном YouTube-канале, а основной релиз состоялся 1 января 2019 года (на других стриминговых площадках на пару дней позже). Пластинка состоит из семи композиций, три из которых — треки при участии: рэпера и друга Алишера — 4Teen, видеоблогера Дмитрия Ларина и ЛСП.

## Отзывы
| Оценки критиков | Оценки критиков |
| Источник        | Оценка          |
| --------------- | --------------- |
| InterMedia      | [ 8 ]           |

Алексей Мажаев из InterMedia описал альбом жизнерадостным, отличающимся от предыдущих.
В песне «Буду твоей пальмой» Моргенштерн самоиронично намекает на свою причёску, которую многие фанаты сравнивают с пальмой: «ложись в мою тень — я буду твоей пальмой!».
В песне «Первый раз» Алишер сочиняет форматный поп-шлягер под акустическую гитару: «Влюбиться так, будто это первый раз. Забыть про то, что есть кто-то кроме нас». В конце песни музыкант поясняет, что: «Я походу влюбился, короче. Прикиньте, прям по-настоящему».

## Список композиций
| №                   | Название                                 | Продюсер            | Длительность |
| ------------------- | ---------------------------------------- | ------------------- | ------------ |
| 1.                  | «Улыбнись, дурак!»                       | Моргенштерн         | 1:15         |
| 2.                  | «Буду твоей пальмой!»                    | 4Teen · Моргенштерн | 3:14         |
| 3.                  | «So High!» (совместно с 4Teen)           | 4Teen               | 3:05         |
| 4.                  | «Пам Пам Пам!»                           | 4Teen               | 2:22         |
| 5.                  | «Вечный сон» (совместно с Лариным)       | Моргенштерн         | 3:25         |
| 6.                  | «Первый раз»                             | Моргенштерн         | 4:31         |
| 7.                  | «Зеленоглазые деффки!» (совместно с ЛСП) | 4Teen · Моргенштерн | 3:25         |
| Общая длительность: | Общая длительность:                      | Общая длительность: | 21:17        |

## Чарты
| Чарты (2019)         | Высшая позиция |
| -------------------- | -------------- |
| Россия (iTunes)      | 1              |
| Россия (Apple Music) | 3              |

| Чарты (2019)    | Песня                | Высшая позиция |
| --------------- | -------------------- | -------------- |
| Россия (Deezer) | Зеленоглазые деффки! | 1              |
| ВКонтакте       | Зеленоглазые деффки! | 2              |
| ВКонтакте       | Буду твоей пальмой!  | 30             |